# Parallax (spel)
Parallax är ett arkadspel som släpptes till Commodore 64. Spelet släpptes 1986 och utvecklades av Sensible Software. Spelet går ut på att droga ner forskare som ska hjälpa spelaren att rädda världen, eller "The Big One" som jorden kallas för i Parallax.